# 高峰山 (富山県)
高峰山（たかみねやま）は、富山県中新川郡上市町の山。標高は957.9m。富山の百山の一つ。
かつての火山であり、中腹において火山弾や窪地など火山の存在を示す遺構が見られる。
周囲の山より一段と高いので、山頂で立山連峰を一望することが出来る。

## 概要
立山連峰の支尾根である大日山系の末端にあたる山である。

## 地形
高峰山の火山噴出物(溶岩流など)が地層を覆い、その厚さは300mにも及ぶ。高峰山火山の噴出年代は第四紀更新世後半であるとされている。また、高峰山山麓には車体程の大きさの火山弾が見られ、凹凸に富んでいる。

## 自然
森林の殆どは二次林であり、過去20年において何度か伐採されたものである。一方で、山頂近くで細いながら新しく伸びたブナが残っていたことから、高峰山上部はかつてブナ林だったとされている。
中腹部には水深30mの釜池や、つぶら池、ながら池の3つの池をはじめ、無数の高峰山火山の水蒸気爆発(マール)による窪地が存在する。
窪地内部は多くが湿地化し、ミズバショウの他、ハシリドコロ、クロウメモドキなどが自生している。
富山県内ではほぼ高峰山周辺でしか見られない植物としては、ヒトツボクロ、ギボウシラン、ホクリクムヨウラン、アシウテンナンショウ、カノコソウ、タキミシダ、ハコネシダなどが挙げられる。
また、高峰山火山弾の表面においては、ニリンソウなどベンケイソウ科植物が多く生えるなど独特の生態をしている。

### 源流とする川
- 大岩川（白岩川の支流）

## 登山
西種登山口と鳥越峠登山口がある。どちらも駐車場がないので、駐車場所に注意を要する。